# Sandalodes bipenicillatus
Sandalodes bipenicillatus là một loài nhện trong họ Salticidae.
Loài này thuộc chi Sandalodes. Sandalodes bipenicillatus được Eugen von Keyserling miêu tả năm 1882.